# María Patiño Castro
María Patiño Castro   (Ferrol, 15 d'agost de 1971) és una periodista, col·laboradora i presentadora de televisió espanyola i streamer de la crònica social i premsa rosa, associada al grup de comunicació Mediaset España des de 2012, i anteriorment a Atresmedia (2002-2011).

## Biografia

### Infància i inicis
Filla d'Antonio Patiño Gacio (10 desembre de 1946 - 5 gener de 2017) i la seva esposa, Paz Castro Fustes (1947 - febrer 26 de 2014). Té dos germans més petits que ella, Antonio i Carlos. Criada a Sevilla al costat dels seus pares i germans, encara que la família continua vinculada a la seva Galícia d'origen. El seu pare, tinent coronel a la reserva, era vicepresident del Lar Gallego de Sevilla i el sotsdirector del Cor d'aquesta institució.
Titulada en periodisme al centre homologat i privat "CEADE", va començar la seva activitat a la delegació de Sevilla de l'Agència de notícies Europa Press. Posteriorment treballaria al Canal Sur Radio, Giralda TV i l'agència oficial de  Diez Minutos a Andalusia.

### Etapa a Antena 3
Els seus primers contactes amb la televisió, mitjà de comunicació a través de què ha aconseguit certa popularitat a Espanya, van començar al programa Ven con nosotros (2001), de Canal Sur TV, passant al magazín Sabor a verano (2002), d'Antena 3, presentat per Inés Ballester.